# Уряд Бурятії
Уряд Республіки Бурятія (бур. Буряад Уласай Засагай Газар) — найвищий виконавчий орган Республіки Бурятія.

## Історія
10 грудня 1923 утворено Раду народних комісарів Бурят-Монгольської АРСР. Першим Головою Раднаркому Бурят-Монголії став Міхей Миколайович Єрбанов.
1946 року Раду Народних Комісарів Бурят-Монгольської АРСР перейменовано на Раду Міністрів Бурят-Монгольської АРСР.
У 1991 році Рада Міністрів республіки змінила назву на Уряд Республіки Бурятія.
З липня 1994 року Президент Республіки Бурятія одночасно виконує обов'язки глави держави та голови виконавчої влади — Голови Уряду Республіки Бурятія. Поточними справами уряду займається Перший заступник Голови Уряду.
15 січня 2021 року Голова Уряду підписав указ про відставку уряду республіки. Про це своє рішення Олексій Циденов оголосив на нараді з урядовцями того самого дня. Він подякував усім за виконану роботу, зазначивши, що разом вони пройшли складні часи. 
18 січня 2021 року оприлюднено новий склад уряду Бурятії.